# Pandanus djalonensis
Pandanus djalonensis är en enhjärtbladig växtart som beskrevs av Huynh. Pandanus djalonensis ingår i släktet Pandanus och familjen Pandanaceae.
Artens utbredningsområde är Guinea. Inga underarter finns listade.